# Theligonum
Theligonum là một chi thực vật có hoa trong họ Thiến thảo (Rubiaceae).

## Loài
Chi Theligonum gồm các loài: